# Trichoplusia petraea
Trichoplusia petraea là một loài bướm đêm trong họ Noctuidae.